# Redondesco
Redondesco (Redundèsch in dialetto alto mantovano) è un comune italiano di 1 196 abitanti della provincia di Mantova in Lombardia.
Il paese è situato alla sinistra dell'Oglio inferiore, ad ovest di Mantova, da cui dista circa 25 chilometri. 
Il suo territorio è costituito da una pianura di 19,13 chilometri quadrati, confinante ad est con i comuni di Piubega e Gazoldo degli Ippoliti, a sud col comune di Marcaria, ad ovest con quello di Acquanegra sul Chiese e a nord con quello di Mariana Mantovana. Le sue terre sono particolarmente fertili, perché bagnate ed irrigate in parte dal torrente Tartaro Fabrezza, ed in parte dal vaso Fuga – i due Tartari dell'Ovest mantovano.

## Origini del nome
Lasciando perdere le proposte riconducenti a pure leggende, un documento del 22 febbraio 884 chiamerebbe Redondesco Aprehensa Gardondesca: per qualcuno Aprehensa starebbe ad indicare un territorio di forma rotonda circondato da acqua
In proposito, nota il Guerrini che il prefisso “re” deriva sempre da rivus – fiume -, e che “edon” equivale a “rotondo”: perciò il nome Redondesco starebbe ad indicare l'ubicazione del paese bagnato all'intorno da fiumi. Secondo alcuni corrisponderebbe all'antico Andes, paese natale di Virgilio. L'analisi toponomastica sembrerebbe confermare questa ipotesi se si tiene conto che in quanto toponimo celtico, l'accento era sicuramente sulla ultima vocale quindi veniva pronunciato Andès e probabilmente in origine Arandès come moltissimi altri toponimi celtici i quali hanno suffisso in "Ar". Dal punto di vista etimologico sembrerebbe praticamente certo che il nome Redondesco contenga il toponimo celtico Arandès, romanizzato in Andes e quindi che sia veramente il luogo di nascita di Virgilio.

## Storia

### Origini
Non è possibile rintracciare dati certi sull'origine di Redondesco.
Un diploma imperiale del 982 prova senza dubbi l'esistenza in quell'epoca del villaggio designato col nome di Radoldeschio, e in un altro documento del 1055 esso è denominato Radaldisco.
Nei documenti successivi figura spesse volte il nome Rotundiscus, interpretato successivamente come “desco rotondo”, con riferimento alla forma rotonda del paese o del castello; da questa interpretazione deriva pure lo stemma della comunità – sebbene il Beffa-Negrini faccia derivare al contrario il nome dallo stemma -, che è uno scanno rotondo color legno su sfondo verde e azzurro.

### La battaglia dei Campi Raudii
Recenti studi (2014) hanno portato nuove ipotesi circa il luogo in cui si svolse la battaglia dei Campi Raudii. Basandosi sulla toponomastica, sarebbe stata individuata una località compresa tra Redondesco (Raudaldisco in epoca longobarda) e Rodigo (Raudingo in epoca longobarda), in provincia di Mantova, nomi che entrambi rimandano ai campi "raudi", luoghi in prossimità della via Postumia che i Cimbri avrebbero incontrato scendendo dal Brennero. Anche la località di Cimbriolo, nel comune di Castellucchio (Castrum Lugius), rimanderebbe all'omonima popolazione. Torna dunque di attualità un'ipotesi sostenuta dagli storici Ganelli e Agnelli nel Seicento circa il luogo del mantovano ove avvenne lo scontro.

### L'Alto Medioevo
Il monastero o la cella monastica di San Salvatore sarebbe stato per Ragazzi il primo centro religioso nel territorio di Redondesco, che avrebbe poi dato origine alla parrocchia prepositurale del borgo. 
Esso, ridotto ai resti di una cascina con chiesetta, è situato attualmente nel territorio del comune di Acquanegra sul Chiese, ma molto più vicino a Redondesco, ad est della Via Postumia, abbastanza prossimo a Mosio.
Dal diploma di Ottone II del 982 si sa che parte di Redondesco apparteneva ai canonici di Santa Maria di Cremona. Tale proprietà venne loro confermata da un successivo diploma di Enrico II del 5 maggio 1005, e da un altro di poco più tardo di Enrico III, del 15 ottobre 1005.
Ma salvi questi diritti dei canonici cremonesi, il borgo col territorio era nell'XI secolo soggetto religiosamente al vescovo di Mantova, come risulta chiaramente da un altro diploma dello stesso Enrico III, di soli cinque giorni posteriore a quello sopra ricordato, con il quale l'imperatore confermava beni e diritti del vescovo mantovano, tra i quali plebem de Radaldisto, cioè la pieve di Redondesco.
Una bolla papale, la Piae postulatio voluntatis, di conferma dei possedimenti del vescovo di Verona del 1145 menziona una chiesa di San Zenone a Redondesco, vicino alla riva del Tartaro: anche la chiesa veronese vantava dunque diritti in quel di Redondesco.

### I conti di Redondesco
I conti di Redondesco, i conti di Casaloldo, i San Martino Gusnago, i conti di Montichiari, Asola, Mosio, i conti di Marcaria, tutte famiglie che si affermano alla metà del XII secolo, e che per distinguersi prendono il nome ciascuna dal feudo sede della loro residenza o dei loro principali interessi, pur rimanendo in possesso comune e porzionario del comitatus, sono discesi dalle stirpi dei cosiddetti Ugoni-Longhi, conti di Sabbioneta.

### Il Basso Medioevo
Nel Liber Potheris, laddove si ricorda che nel XII secolo parte del territorio di Redondesco, già detenuto dai conti di Lomello, passò al comune di Brescia, in comproprietà con i conti Ugonidi, si fa un'ampia descrizione di questi beni bresciani siti in Redondesco.
Oltre al castello, vi sono nominati la Ecclesia S. Zenonis, la contrada S. Zenonis, il Locus S. Zeneschi – San Genesio – e il Nemus ad S. Firmum, cioè il bosco di San Fermo.
Non trovando, in detta descrizione, nessun accenno ad una chiesa di Redondesco, Ragazzi suppone che il centro religioso principale di questo territorio fosse allora San Zenone, oppure la casa monastica di S. Salvatore, vicina a Mosio.
Solo nel 1410 si trova esplicita indicazione della chiesa di Redondesco, che, portando il titolo S. Mauritii seu S. Laurentii, dovrebbe coincidere con l'attuale.
La chiesa di S. Zenone, successivamente al Liber Potheris, è invece nominata negli atti della visita pastorale del vescovo di Brescia Bollani, del maggio 1566, ove il prevosto di Redondesco dichiara di avere sotto la sua giurisdizione la “chiesa di San Zenone senza dote, che non è retta da alcuno, ed è sempre tenuta chiusa”.
Secondo Ragazzi, oggi, caduto in rovina questo edificio sacro, si conosce appena dove esso fosse costruito, per i resti di fondamenta che esisterebbero ancora, nei pressi della strada che in catasto si chiama ancora oggi S. Zenone.
Enumerando i beni comunali bresciani a Redondesco fra i secoli XII e XIII, il Liber Potheris, come accennato, parla di una contrada e di una chiesa S. Zeneschi.
Per quanto ne sappiamo, non risulta alcuna notizia storica che indichi in quale parte del territorio redondescano fosse posta. Ragazzi avanza la proposta di riconoscerla in quello che è comunemente chiamato el cesolin de S. Fermo. Stando al medesimo autore, è certo che in quel luogo esisteva una chiesa, che poi fu trasformata in casa d'abitazione. Lo proverebbe anche una lapide infissa nel pavimento d'ingresso di detta casa.
Il nome di S. Genesio indurrebbe a pensare al castello di Canneto sull'Oglio, riedificato da Brescia nel 1217, ma pare improbabile che una chiesa ricordata come appartenente a Redondesco fosse situata in quel di Canneto.
Sempre nel Liber Potheris fra i beni della comunità di Redondesco rivendicati da Brescia è nominato anche il Nemus ad S. Firmum. Tale località è l'attuale frazione di San Fermo, solo in parte ancora dipendente da Redondesco: le porzioni restanti sono annesse alla giurisdizione di altri due comuni, Piubega e Gazoldo degli Ippoliti.
Veniva chiamata Nemus perché attorno aveva un vastissimo bosco, forse lo stesso gagium altum -“Bosco cintato alto”- che ha dato il nome all'attuale Gazoldo. 
All'epoca della visita pastorale di monsignor Bollani S. Fermo era sede di una rettoria dipendente dalla giurisdizione del prevosto di Redondesco, mentre ora è costituita in parrocchia indipendente.

## Monumenti e luoghi d'interesse
- Castello di Redondesco

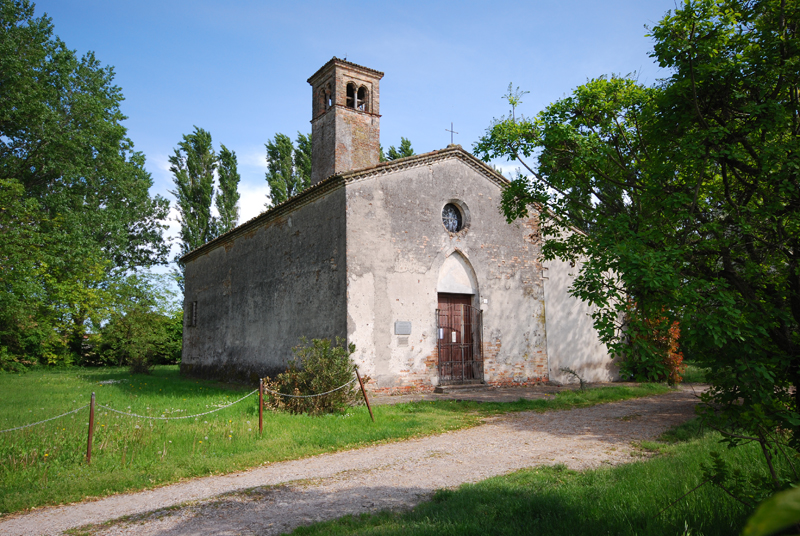
Romitorio di San Pietro

- Chiesa di S. Maurizio al cui interno è presente un dipinto di Francesco Bonsignori, Cristo risorto tra san Maurizio e san Sebastiano
- Romitorio di San Pietro[26]

## Società

### Evoluzione demografica
Abitanti censiti

## Cultura

### Cucina
- Tortello di Redondesco[28]